# 寛容と無差別のための東海岸連合
寛容と無差別のための東海岸連合（かんようとむさべつのためのひがしかいがんれんごう、英語: The East coast Coalition for Tolerance and Non-Discrimination、ECC）は、脆弱なマイノリティの社会的包摂と公平性を促進することに専念する国際的な非営利、非党派、非政府組織。 ニューヨークで設立されたECCは、北米の15の大学から3,000人以上のメンバーを擁し、ソーシャルエクイティプロジェクトを実行している。 

## プロジェクトと影響

### マイノリティ保護プロジェクト
月から2020年7月に、ECCはfundraisedと個人用保護具で$、30,000（寄付しましたPPE第一線の病院への）のような脆弱なコミュニティ、サービス提供エール-ニューヘブン病院、イタリア赤十字社、日本赤十字社を、上で紹介されましたエール大学のウェブサイトとNYU 「最前線で」。 

### 公民権キャンペーン：廃止50-a
2020年6月、ECCはRepeal 50を開始しました。これは、ジョージフロイドの殺害で明らかになった警察の残虐行為と組織的人種差別と闘うための法改正を成功裏に推進したキャンペーンです。このキャンペーンは、ニューヨーク州における警察の透明性と説明責任の促進に焦点を当てました。 
この公的圧力により、ECCの約3,000人のメンバーが動員され、「警察の違法行為を秘密にする」ことによって米国で最も強力な政策秘密法の1つであるニューヨーク州法第50-a条の廃止を提唱しました。  ECCメンバーは、ニューヨーク州議会議員に4,000以上の電話、電子メール、手紙を送りました。 
2020年6月12日、ニューヨーク州議会は歴史的な投票でセクション50-aを廃止しました。 アンドリュー・クオモ知事はそれを法に署名し、この法案を「国をリードする」と呼びました。  ECCの廃止50-キャンペーンは、ニューヨーク大学の公式雑誌のフロントページに掲載されました。 